# Hemeralopia

A hemeralopia, do grego ημέρα, hemera - “dia” e αλαός, alaos – cegueira,  é o termo utilizado nos países de língua inglesa para designar a dificuldade em enxergar claramente na luz brilhante, também conhecida por cegueira diurna. É exatamente o oposto de nictalopia (cegueira noturna). Hemera era a deusa grega do dia e Nix a deusa da noite.  Entretanto, em outros países o termo é utilizado para designar justamente o contrário - a cegueira noturna. Por este motivo, o termo é ambíguo, pois é utilizado na língua portuguesa nos dois sentidos. Este artigo trata da cegueira diurna, para ser fiel à etimologia da palavra. Para buscar informações sobre a cegueira noturna. 

## Sintomas
A hemeralopia pode ser descrita como adaptação insuficiente à luz intensa, devido a uma função deficiente dos cones, caracterizada mais por aversão à luz que por fotofobia (desconforto à luz), típica de inflamações do olho. Para os portadores desta condição, a visão é prejudicada quando exposta à luz intensa, pela perda de nitidez visual. A visão noturna permanece normal, pois em condições noturnas as células fotorreceptoras principais são os bastonetes ao invés dos cones, que prevalecem durante o dia.
Quando muito intensa, o portador pode evitar ambientes muito iluminados, com prejuízos à vida cotidiana, causando impactos psicológicos, sociais e físicos .

## Causas
As causas podem ser congênitas ou adquiridas. Pode ser uma condição idiopática ou sintoma de outras desordens ou enfermidades.
Entre as causas congênitas, tem-se a retinite pigmentosa, coroideremia e daltonismo, sendo que neste caso a hemeralopia é uma condição associada ou sintoma. A falta de pigmentação da íris presente no albinismo também causa hemeralopia.
Medicamentos anti-convulsivos à base de troxidone (trimetadione) podem causar este efeito colateral. A dispersão da luz provocada pela opacidade da lente na catarata também provoca este sintoma. Pessoas expostas a longos períodos no escuro, mal nutridas ou a nutrição imprópria da retina por outros fatores podem apresentar a hemeralopia.
Pode se causada pela hipovitaminose (carência) da vitamina A[carece de fontes?]. Comum a partir da adolescência, a hemeralopia e a fotofobia, são moléstias oculares que prejudicam a visão por falta ou presença exagerada de luz, seja ela natural ou artificial[carece de fontes?]. A hemeralopia consiste na dificuldade na visão diurna e é comum em pessoas com um grau de miopia bastante elevado[carece de fontes?]. Enquanto a fotofobia se torna comum atualmente, devido aos fatores climáticos, qualidade do ar e radiações solares[carece de fontes?]. Pessoas com alto astigmatismo também têm a vista mais sensível à luz e os pacientes que sofreram cirurgia de miopia também sofrem com a exposição[carece de fontes?].

## Tratamento
Quando a hemeralopia é primária, não há cura. Entretanto, os sintomas podem ser aliviados com o uso de óculos escuros com lentes tingidas, que aumentam a tolerância à luz.
Um tratamento alternativo é o uso de vitamina A associada à riboflavina e niacina. O consumo de vitamina A auxilia na síntese da rodopsina, que é uma cromoproteína encontrada nos bastonetes.